# John Edgar Hoover
John Edgar Hoover (Washington D. C., 1 de enero de 1895-Washington D. C., 2 de mayo de 1972) fue el primer director del Buró Federal de Investigaciones (FBI). Nombrado director del Buró de Investigación, predecesor del FBI, en 1924, Edgar Hoover tuvo un papel decisivo en el desarrollo del FBI, donde permaneció como su director durante 48 años, hasta su muerte en 1972 a la edad de 77 años. A Hoover se le atribuye la modernización del FBI con el uso de nuevas tecnologías para labores policiales, haber creado archivos de huellas digitales y laboratorios forenses.
En sus últimos años al frente del FBI y después de su muerte se convirtió en una figura polémica tras empezar a salir a la luz evidencias de algunas de sus actividades secretas. Sus críticos le acusan de haberse extralimitado en sus funciones. Utilizó al FBI para perseguir y acosar a disidentes y activistas políticos durante el macarthismo, las protestas contra la guerra de Vietnam o los movimientos a favor de los derechos civiles, además de acumular archivos secretos sobre la vida de numerosos líderes políticos y obtener pruebas mediante procedimientos ilegales. En consecuencia, Hoover acumuló un gran poder, el suficiente como para intimidar y amenazar a los ocho presidentes con los que convivió durante su vida como director. Varios presidentes intentaron destituirle, sin éxito. Sin embargo, su biógrafo Kenneth Ackerman, sostiene que los archivos secretos de Hoover de los distintos presidentes son un mito.
El propio presidente de Estados Unidos, Harry Truman, acusó a Hoover de transformar al FBI en una policía secreta privada. Truman declaró que «no queremos una policía secreta o Gestapo. El FBI está avanzando en esa dirección. Está interviniendo en escándalos sexuales y usando el chantaje (...) J. Edgar Hoover daría su ojo derecho para aferrarse al cargo, y todos los representantes y senadores tienen miedo de él».  Tras su muerte, se limitó el tiempo máximo que una persona puede ejercer como director del FBI.

## Infancia y juventud
Hoover nació en Washington D. C. en 1895; pocos detalles de su vida se conocen. Su certificado de nacimiento no fue completado hasta 1938. Los datos que se conocen surgen de un perfil de 1937 hecho por el periodista Jack Alexander. 
Hoover creció en el barrio de Capitol Hill, el mayor barrio residencial de Washington D. C. Estudió en el Cardozo Education Campus, donde cantaba en el coro de la escuela, participó en el Reserve Officers' Training Corps del Ejército de Estados Unidos y era miembro del equipo de debate. En una ocasión, durante uno de sus debates, se postuló en contra del sufragio femenino y de la abolición de la pena de muerte; el periódico del instituto aplaudió sus palabras, catalogándolas de frescas, lógicas e implacables.
Hoover realizó sus estudios superiores en la George Washington University, graduándose en 1917 en Derecho. Durante este tiempo, trabajó en la Biblioteca del Congreso. Su experiencia en este trabajo le serviría para la implantación de fichas de perfiles en el FBI, así como la necesidad de cotejar la información y las evidencias, según escribiría el propio Hoover en una carta en 1951.

## Carrera en el FBI

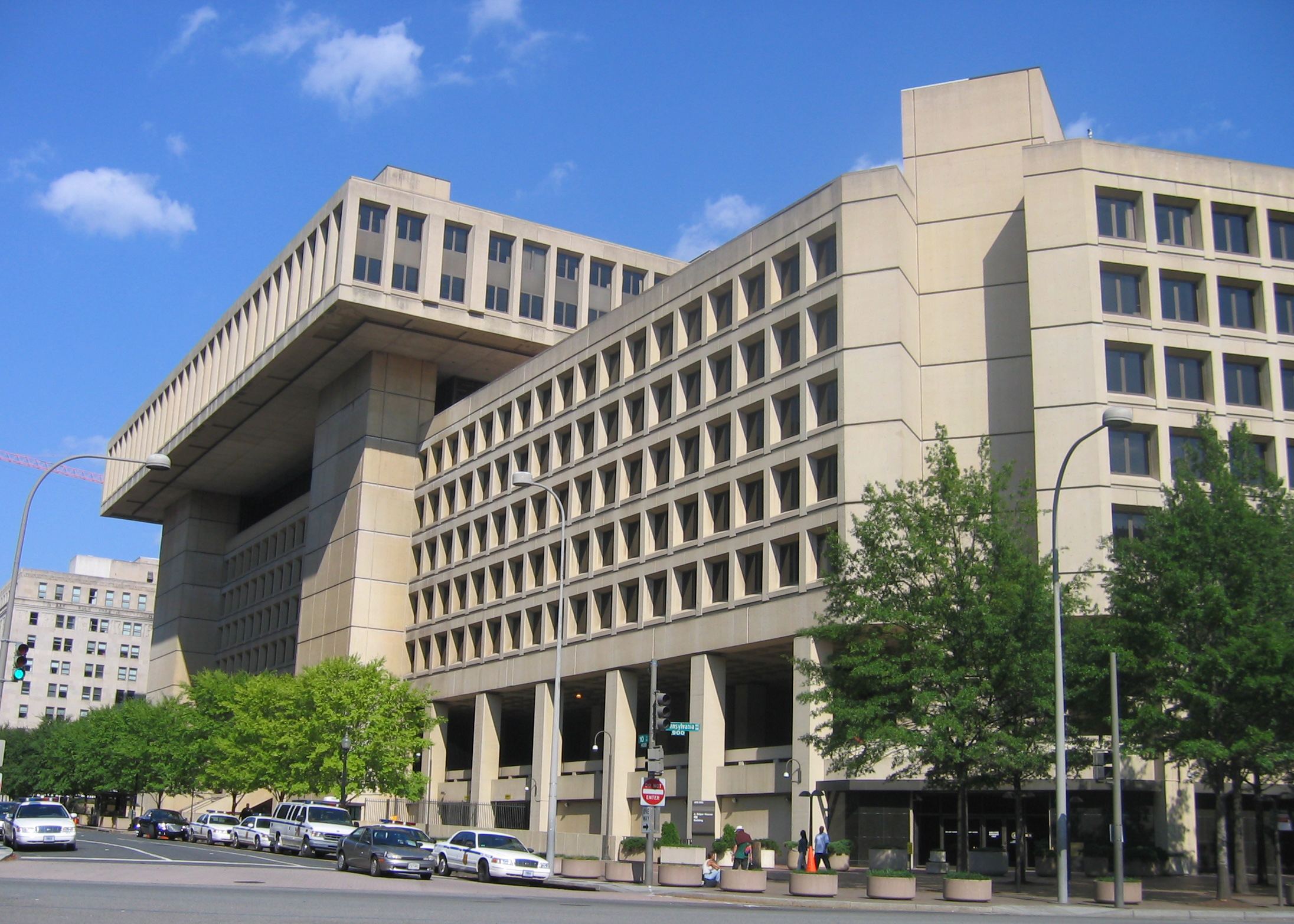
Sede del FBI en Washington D. C.

Hoover ingresó en 1917 en el Departamento de Justicia, al año siguiente encabezó el Department's General Intelligence Division (GID) y posteriormente, cuando el GID se transformó en el BOI (Bureau of Investigation), fue nombrado asistente del Director. 
En 1921, Hoover, en su calidad de director asistente solicitó los servicios como secretaria mecanógrafa personal de Helen Gandy, quien sería su más leal subordinado de confianza durante más de 45 años. 
Hoover fue nombrado, a sus 29 años, en mayo de 1924, director del FBI por el presidente Calvin Coolidge para reformar la organización, la cual era considerada como un foco de corrupción. Primero, descartó a todos los agentes que tuvieran algún grado de corrupción, eliminó de paso a probables competidores y una vez asentado en el cargo hizo un brusco giro en la forma de trabajo de inteligencia, para lo cual se rodeó de agentes leales profesionalizados. A él se debe la institucionalización y normalización de los procedimientos del FBI. Muchos de sus agentes eran, además, expertos contables, asesores legales y científicos. Además proveyó el estudio forense y tanatológico en la escena del crimen.
Hoover solía colocar a agentes que se enemistaban con él, como Melvin Purvis, en puestos de localidades rurales sin necesidad de FBI. Hoover se demostró como un feroz anticomunista y antisemita.

## Guerra contra los gánsters
Durante los primeros 10 años fue eficaz en la lucha contra el crimen organizado, los gánsteres y la mafia italiana durante la llamada ley seca.[cita requerida]

## Investigación de lasubversióny losradicales

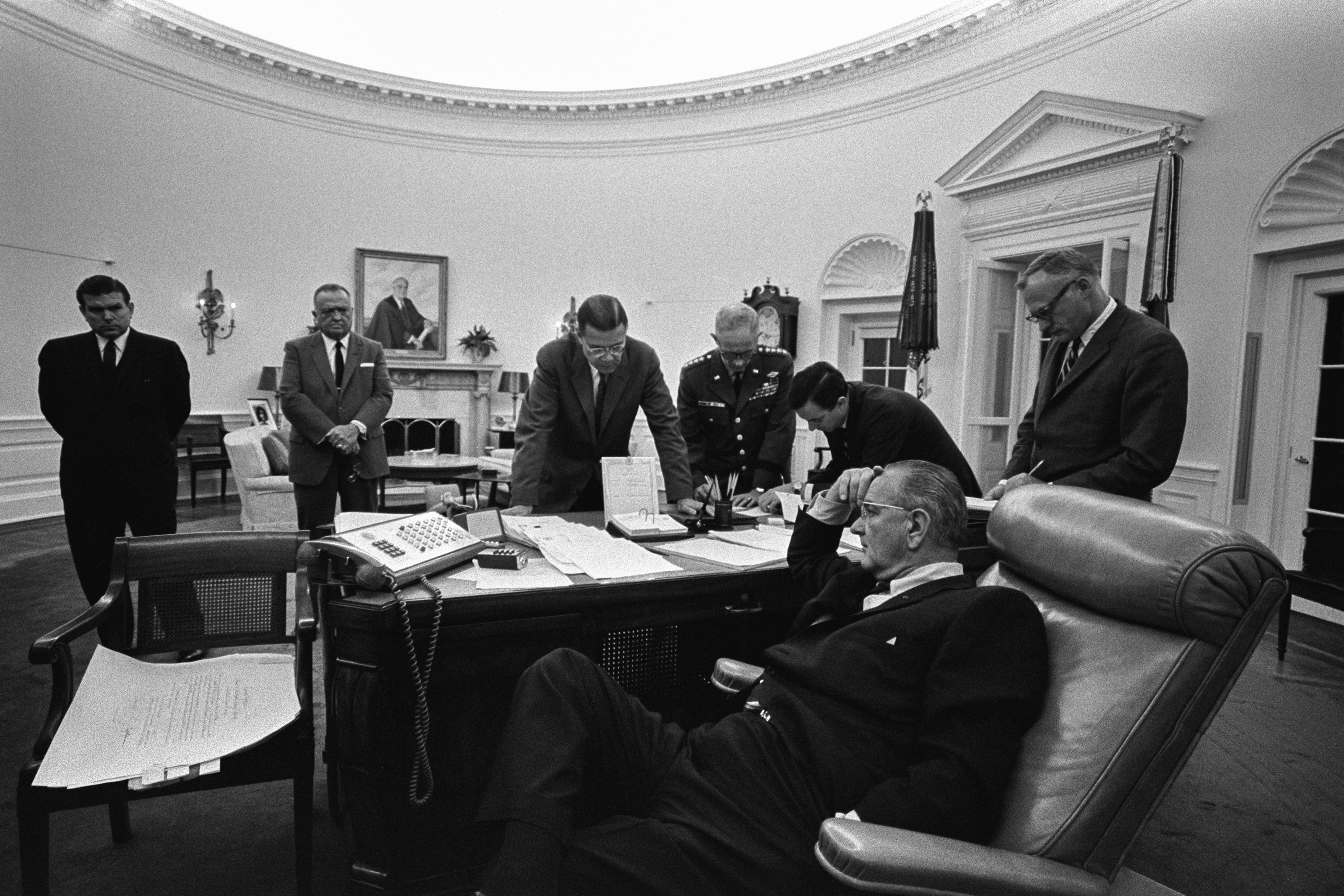
Fotografía del Despacho Oval donde puede verse al presidente Lyndon B. Johnson (en primer plano) y a J. Edgar Hoover (segundo por la izquierda), 1967

También tuvo a su cargo la investigación y persecución de espías y saboteadores, tanto nazis como japoneses, durante el mandato de Harry S. Truman. Según sus críticos, Hoover habría exagerado los peligros de estos presuntos elementos subversivos y muchas veces habría sobrepasado los límites establecidos.
Su organización lideró la llamada caza de brujas conocida como Macarthismo, que consistió en una auténtica persecución contra los comunistas de EE. UU. en todos los ámbitos sociales, y en ocasiones acusando de procomunistas a quienes no lo eran, medidas que acabaron siendo declaradas inconstitucionales. Hoover llegó a proponer al presidente Truman suspender el recurso habeas corpus para poder detener a 12 000 estadounidenses «sospechosos de deslealtad», proposición que Truman desestimó.
Archivos desclasificados demuestran de forma concluyente que agentes del FBI informaban a Hoover con regularidad y detalle de la actividad sexual de los políticos, tanto heterosexual como homosexual. Durante la Guerra Fría  (más específicamente durante los años 50), el FBI investigó con minucia la vida de políticos, artistas, científicos y deportistas. Había información de Albert Einstein, Pablo Picasso, John Lennon, Marilyn Monroe, Elvis Presley y hasta Lucille Ball. Cuando Dwight Eisenhower asumió la Presidencia, Hoover tuvo en sus manos el famoso Caso Rosenberg, donde un matrimonio de judíos estadounidenses fueron acusados de espías y de entregar información a espías soviéticos para el desarrollo de la bomba atómica. Hoover ratificó que las pruebas apuntaban a que los Rosenberg eran culpables de alta traición a pesar de que los presuntos culpables clamaban su inocencia. Eisenhower rechazó la petición de indulto y fueron ejecutados en la silla eléctrica.
En 1954, Hoover apoyó la acusación del científico Edward Teller y otros personajes políticos contra el físico nuclear Robert Oppenheimer, considerándole un espía del comunismo, esto se debía a que Oppenheimer tuvo amoríos con una activista del Partido Comunista llamada Tean Tatlock y a su arrepentimiento por haber participado en el Proyecto Manhattan.
Tal acusación trajo la revocación de su tarjeta de seguridad y mucha desdicha al padre de la bomba atómica, quien fue objeto de una pesada investigación y tuvo un arduo trabajo para limpiar su imagen hasta lograrlo pocos años antes de su muerte por cáncer.

Contrario a Martin Luther King Jr, Hoover incluso llegó a ser reprochado por el Presidente Johnson por su racismo inaceptable. Ahí no termina su controvertida conducta, ya que en 1968, poco después del asesinato de Robert F. Kennedy (6 de junio de 1968), Hoover, que parecía estar satisfecho, ordenó a sus empleados quemar de inmediato todas las evidencias: cintas grabadas y papeles con detalles del asesinato. 

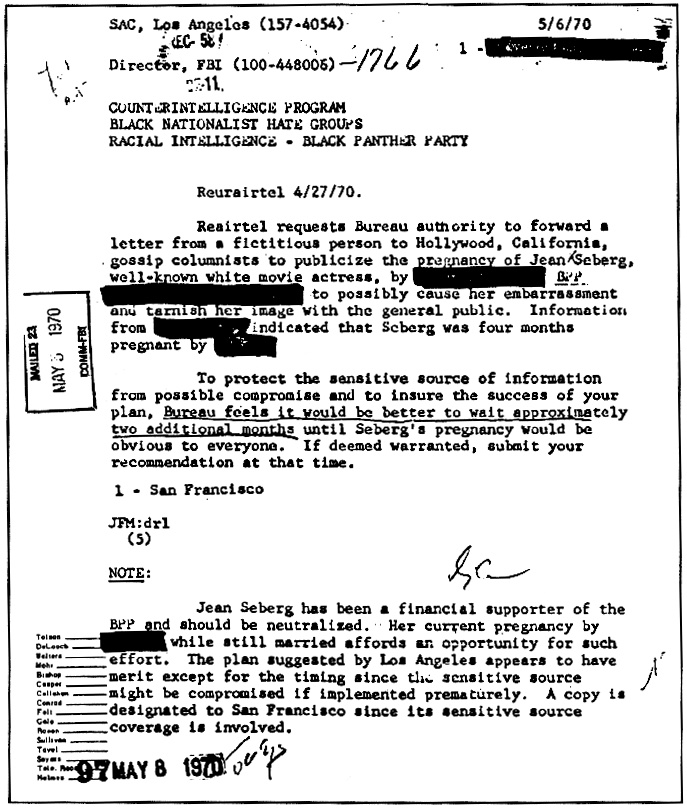
Documento de COINTELPRO fechado en abril de 1970 donde se describen los planes del FBI para «neutralizar» a Jean Seberg, actriz estadounidense que financiaba al partido Pantera Negra. Fred Hampton, quien fue portavoz a nivel nacional del partido, fue asesinado por agentes del Departamento de Policía de Chicago; las evidencias apuntan a que esta muerte fue parte de una operación asociada a COINTELPRO.

### Los años de COINTELPRO
El Programa COINTELPRO del FBI consistía en acciones encubiertas, a veces ilegales, destinadas a infiltrarse, vigilar y desacreditar organizaciones políticas de izquierdas, partidarias de los derechos civiles o contrarias a la guerra de Vietnam. Oficialmente desarrollado entre 1956 y 1971, este programa permitió a Hoover y a sus agentes del FBI irrumpir en organizaciones como el Partido Pantera Negra, el Movimiento de Martin Luther King Jr., la Conferencia Sur de Liderazgo Cristiano, y otros como el Ku Klux Klan, usando métodos como la infiltración, la amenaza y hasta la violencia. Se sospechó que Hoover tuvo que ver en el asesinato de Martin Luther King Jr.

### Archivos secretos y otros
A Hoover se le atribuye haber creado una estructura de protección a la Ley, pero frecuentemente se le acusó de abusar de su poder y autoridad, extorsionando a figuras públicas notables haciéndolas ceder a sus deseos. Por alguna razón, no faltan quienes le critican esa polémica conducta, afirmando que él «jugaba a ser Dios» y se sentía por encima de cualquier Presidente.
Su red de informantes le permitió obtener datos sobre la vida íntima de muchas personalidades de la época, incluida la del propio Presidente de los Estados Unidos. Dichos datos hablaban de infidelidades, orientación sexual, orientación partidista y en especial le interesaban aquellos que tuvieran una tendencia pro comunista. Compiló mucha información clasificada como «oficial y confidencial», capaz de destruir política, familiar y económicamente a alguien.
El FBI investigó con minucia la vida de políticos, artistas y deportistas. Archivos desclasificados demuestran de forma concluyente que agentes del FBI informaban a Hoover con regularidad y detalle de la actividad sexual de los políticos.
Se condujo con notable inteligencia y supo mantenerse en el cargo a pesar de su impopularidad. Entre otros, los Presidentes Kennedy, Lyndon Johnson y Richard Nixon intentaron despedirle del cargo, pero fracasaron.
Investigadores de Hoover y de hechos oscuros acaecidos durante su prolongada gestión, como el caso del magnicidio de Robert F. Kennedy y el de John Fitzgerald Kennedy, aportan datos. Hoover fue criticado por la actuación del FBI en la investigación del asesinato del presidente, al que el Comité Selecto de la Cámara sobre Asesinatos del Congreso de Estados Unidos acusó de no querer investigar en profundidad ni tener en cuenta las posibles conspiraciones.

## Legado
En 1979, el Comité Selecto de la Cámara sobre Asesinatos (HSCA), que había vuelto a abrir la investigación sobre el asesinato del Presidente Kennedy, informó que Hoover «no investigó adecuadamente la posibilidad de una conspiración para asesinar al Presidente». La HSCA informó además que Hoover «fue deficiente en su intercambio de información con otros organismos y departamentos». Como resultado, diversas teorías de conspiración abundan con respecto a la negligencia de Hoover en el desempeño de la debida diligencia con respecto al asesinato de Kennedy.
La sede del FBI en Washington D. C. lleva el nombre de Hoover. Debido a la naturaleza polémica del legado de Hoover, en 2001 el senador Harry Reid patrocinó una enmienda respecto al nombre de Hoover en la construcción, alegando que «el nombre de J. Edgar Hoover en la construcción es una mancha en el edificio». La enmienda no fue aprobada por el Senado.
Tras la muerte de Hoover, el presidente Richard Nixon limitó el tiempo de mandato de los directores del FBI a sólo 10 años.

## Vida privada

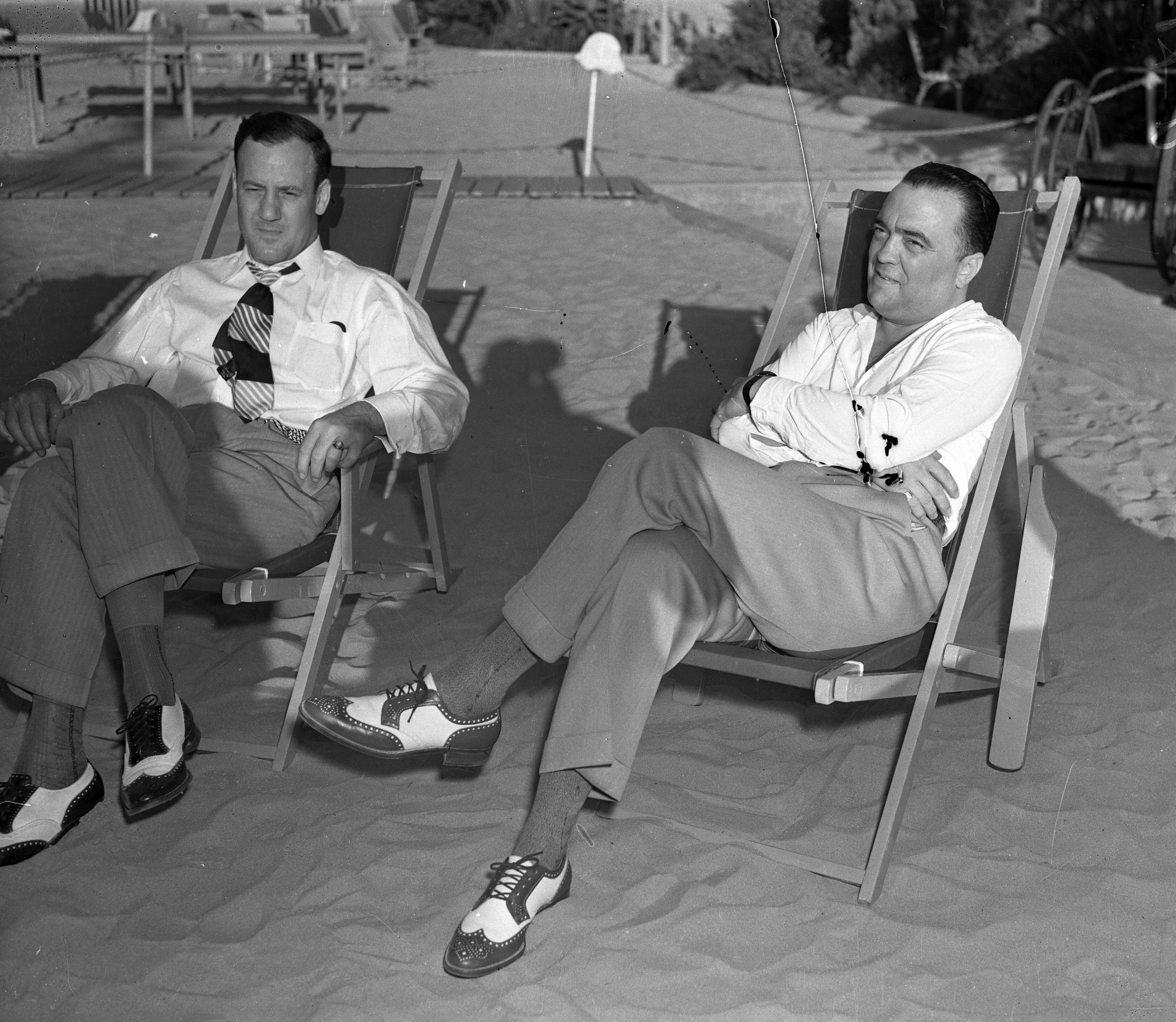
Clyde Tolson (izquierda) junto a Hoover (derecha) en 1939.

Hoover nunca contrajo matrimonio, y por lo menos desde la década de 1940 han circulado rumores de que era homosexual encubierto (por ejemplo, Oliver Stone en su filme Nixon le muestra besándose con un joven camarero, e incluso tocándole la mano lascivamente al mismo Nixon). También se ha sugerido que su larga asociación con Clyde Tolson, director asociado del FBI, se debía a que este fue su pareja.
Algunos autores han afirmado e incluso "confirmado" que Hoover era homosexual y mantenía una relación íntima amorosa con Tolson; mientras que otros autores han negado esa relación. Otros trabajos simplemente dan por sentado los rumores sin aportar pruebas concretas. La película J. Edgar (2011), dirigida por Clint Eastwood, con guion de Dustin Lance Black, después de consultar documentos en poder del FBI, sugiere que Hoover mantuvo una relación gay con Tolson, circunstancia que produjo una fuerte irritación dentro del FBI.
El propio Hoover describió a Tolson como su alter ego y ambos hombres trabajaron en estrecha colaboración, además con frecuencia comían juntos, iban a clubes nocturnos e incluso veraneaban juntos.
Hoover murió de un ataque cardíaco durante el mandato de Nixon, en la noche entre el 1 y 2 de mayo de 1972, después de haber conducido durante 48 años ininterrumpidos el FBI. Se le dio un funeral de Estado. Helen Gandy, su secretaria personal destruyó los expedientes considerados confidenciales y nunca reveló detalles de la naturaleza personal de Hoover. Ella falleció en 1988. Clyde Tolson heredó las propiedades y bienes raíces de Hoover y aceptó la bandera del ataúd de Hoover durante sus exequias. Tolson falleció en 1975 y fue enterrado cerca de la tumba de Hoover, en el Cementerio del Congreso.

## Película
El 9 de noviembre de 2011 fue estrenada una película sobre su vida, titulada J. Edgar, dirigida por Clint Eastwood. En el filme, Hoover fue interpretado por Leonardo DiCaprio, Tolson por Armie Hammer y la secretaria Helen Gandy por Naomi Watts.